# Khalji
I Khaljī (in arabo الدولة الخلجية‎?, al-Dawla al-khaljiyya, in persiano دودمان خلجی‎, Dudmān khaljī, urdu خلجی خاندان, Khaljī khāndān) furono una dinastia turco-Afghano di breve durata che resse il sultanato di Delhi dopo il rovesciamento della dinastia mamelucca.

Fondata nel 1290 da Jalāl al-Dīn Fīrūz Khaljī, detto Fīrūz Shāh, la seconda dinastia di Delhi fu significativa per la storia indiana grazie all'azione di ʿAlāʾ al-Dīn Khaljī, che succedette allo zio Jalāl al-Dīn Fīrūz dopo averlo ucciso nel 1296.
Viene anche ricordata per la sua efficace resistenza alle invasioni mongole dell'India.

## Storia
I Khaljī erano vassalli della dinastia mamelucca di Delhi ed erano stati al servizio del Sultano di Delhi Ghiyāth al-Dīn Balban. I successori di Balban vennero assassinati tra il 1289 e il 1290 e la dinastia mamelucca cadde vittima dei conflitti tra le fazioni interne alla dinastia stessa e la nobiltà islamica turca. Fu quella la cornice in cui agì Jalāl al-Dīn Fīrūz Khaljī, che condusse a buon esito un colpo di Stato uccidendo il diciassettenne Muʿizz al-Dīn Kayqubād - l'ultimo regnante della dinastia mamelucca di Delhi.
Jalāl al-Dīn Fīrūz Khaljī, che aveva circa 70 anni al momento della sua ascesa al trono, era noto per la sua riflessività e una certa qual moderazione. Era di carattere accomodante e attento alla cosa pubblica. · 
Jalāl al-Dīn ebbe successo nel piegare l'opposizione dell'aristocrazia turca e salì sul trono di Delhi nel gennaio del 1290. Tuttavia non fu unanimemente accettato: durante i suoi sei anni di potere (1290–96), il nipote di Balban si ribellò a lui e di conseguenza brigò con la nobiltà e i comandanti dell'esercito che avevano servito in precedenza i Mamelucchi. Jalāl al-Dīn represse tuttavia la rivolta e giustiziò alcuni comandanti, per poi intraprendere una spedizione sfortunata contro Ranthambhore e respinse un attacco mongolo sulle rive del fiume Indo, nell'India centrale, grazie anche all'aiuto di suo nipote Jawna Khān.
Il suo successore, ʿAlāʾ al-Dīn Khaljī, riformò per parte sua il sistema economico di Delhi, assicurando cospicue entrate alle casse dello Stato tramite tassazioni fondiarie. Inoltre, il controllo sui prezzi e sui salari giovò in modo non indifferente alla popolazione.

Dopo aver respinto le invasioni mongole che muovevano a nord a partire dal 1303, ʿAlāʾ al-Dīn Khaljī si rivolse verso il meridione del subcontinente, riuscendo ad annettere al suo sultanato il regno di Kakatiya e raggiungendo il territorio Pandya nel Tamil Nadu.
Dopo la morte di questo sultano, avvenuta nel 1316, il potere dei Khaljī declinò velocemente per essere infine sostituito nel 1320 dalla dinastia Ṭughlāq.

## Elenco dei sovrani khaljī di Delhi (1290–1320)
| Titolatura del sovrano | Nome                                                           | Regno     |
| --- | -------------------------------------------------------------- | --------- |
| Shāyista Khān (Jalāl al-Dīn) جلال الدین | Jalāl al-Dīn Malik Fīrūz Khaljī ملک فیروز خلجی                 | 1290–1296 |
| ʿAlāʾ al-Dīn علاءالدین | ʿAlāʾ al-Dīn, detto anche ʿAlī Gurshāsp Khaljī علی گرشاسپ خلجی | 1296–1316 |
| Shihāb al-Dīn شھاب الدین | Shihāb al-Dīn ʿUmar Khān Khaljī ﻋﻤﺮ خان خلجی                   | 1316      |
| Quṭb al-Dīn قطب الدین | Quṭb al-Dīn Mubārak Khān Khaljī مبارک خان خلجی                 | 1316–1320 |
| Con Ḥasan - poi Khusraw Khān - ha fine alla dinastia Khaljī. Catturato dal governatore di Dipalpur, Ghiyāth al-Dīn Ṭughlāq, dopo essere stato sconfitto in battaglia (Hawz Khas, o Hawz-e ʿAlāʾī), viene decapitato nel settembre del 1320. |                                                                |           |